# Вулиця Патріарха Йосифа Сліпого (Тернопіль)
Вулиця Патріарха Йосифа Сліпого — вулиця в центральній частині міста Тернополя. Названа на честь предстоятеля української греко-католицької церкви, кардинала Йосифа Сліпого.

## Відомості
Розпочинається від майдану Волі, пролягає на південь до вулиці Руської, де і закінчується. З заходу примикає вулиця Дениса Січинського.

## Пам'ятні дошки, пам'ятники
- Йосифу Сліпому (на будинку №1)
- Івану Франку (на будинку №3)
- Василю Стефанику (на будинку №3)
- Сантехніку (біля будинку №7)
- Людині-невидимці (біля будинку №7)

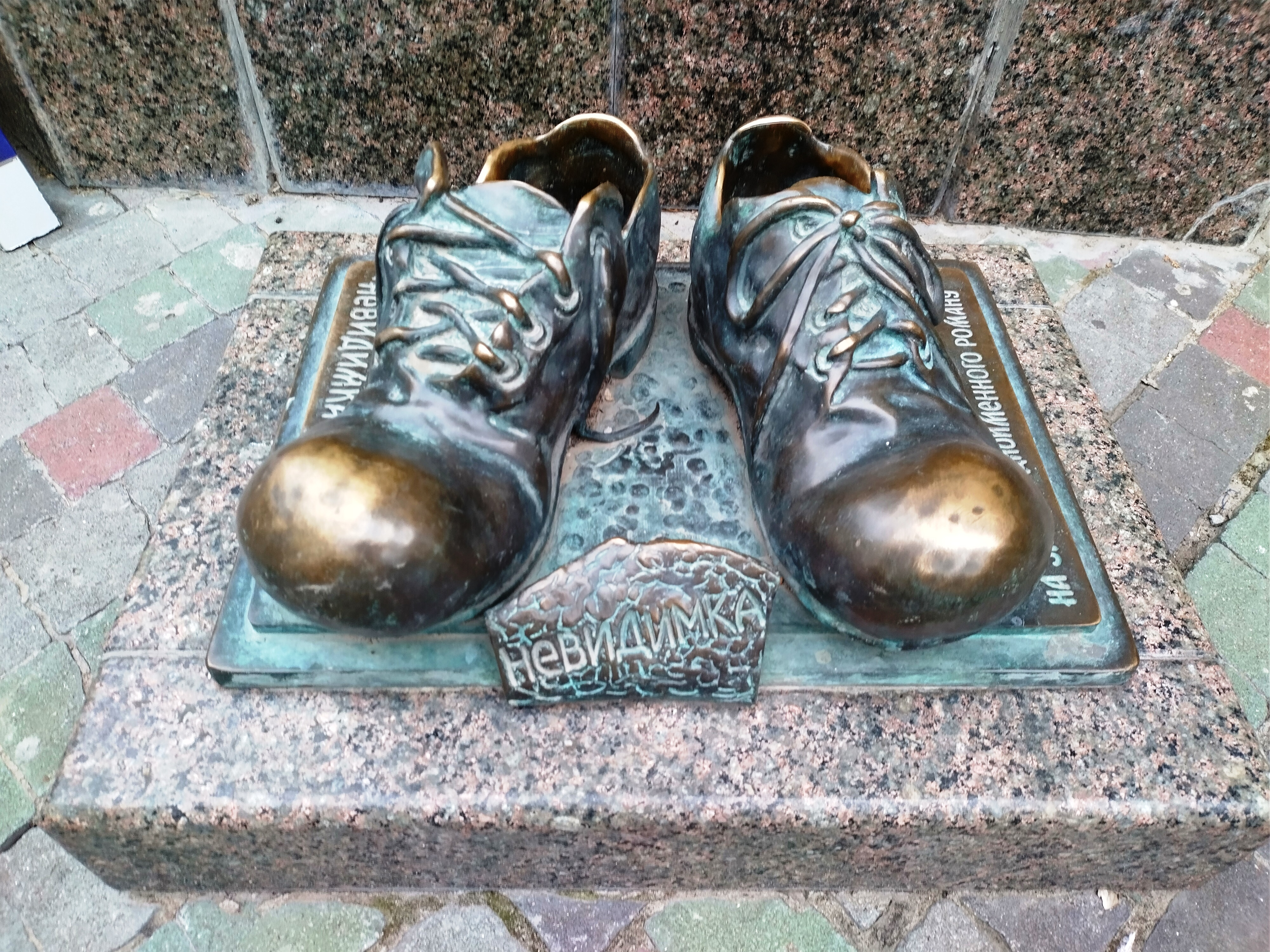
Пам'ятник людині-невидимці
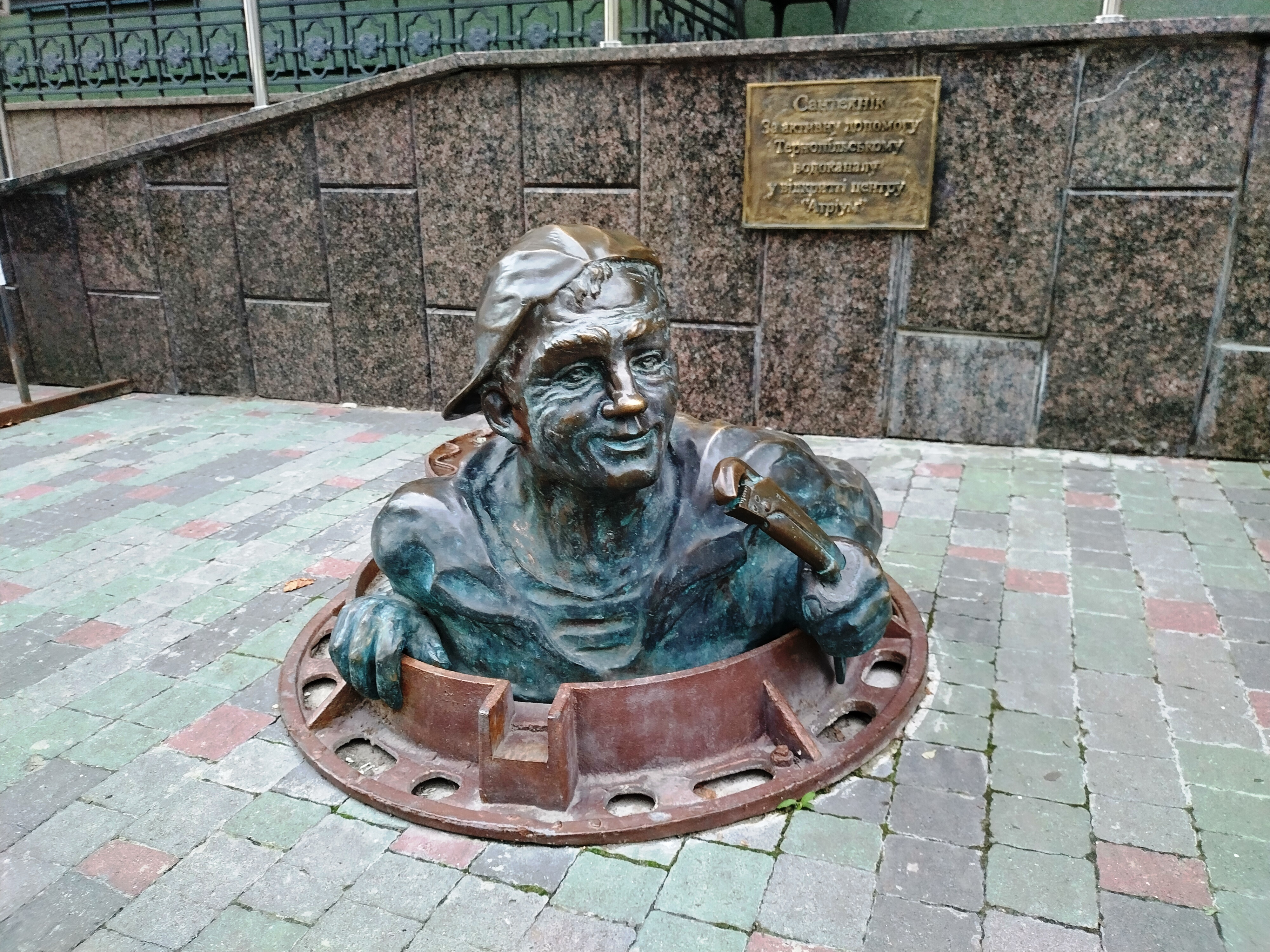
Пам'ятник сантехніку

## Установи, комерція
- Магазин «EVA» (Патріарха Йосифа Сліпого, 1)
- Книгарня «Дім книги» (Патріарха Йосифа Сліпого, 1)
- Громадські центри «Просвіта», «Молода просвіта», «Українська народна рада», «Спілка письменників України» (Патріарха Йосифа Сліпого, 3)
- ТЦ «Атріум» (Патріарха Йосифа Сліпого, 7)
- Головне відділення «Райффайзен Банк Аваль» (Патріарха Йосифа Сліпого, 8)

## Транспорт
Громадський транспорт по вулиці не курсує, найближчі зупинки знаходяться на вулиці Руській.